# 鴨蛋排
鴨蛋排（英語：Ap Tan Pai），是香港的一個島嶼，在地區行政上屬於北區。位於鴨洲以西，鴨洲海內。鴨蛋排是鴨洲的附屬島嶼之一。

## 名稱
在香港的官方地圖中，鴨兜排的英文島名叫Ap Tan Pai。

## 人口
鴨蛋排上並沒有居民居住。

## 參照
1. ↑  . OpenStreetMap.   [2020-06-08]. （原始内容存档于2020-06-09） （英语）.